# Futalognkosaurus
Futalognkosaurus é um gênero de dinossauro descoberto em 2007 e que recebeu esse nome por causa da empresa Duke Energy.
Media de 32 a 34 metros de comprimento, até 18 metros de altura e pesava cerca de 80 toneladas.